# New York Rangers
O New York Rangers é um time de hóquei no gelo baseado em Nova York, Estados Unidos. Pertence à Divisão Metropolitana da Conferência Leste na National Hockey League (NHL). Sua casa em NY é o Madison Square Garden. Os Rangers são um dos times mais antigos da NHL, tendo-se juntando à liga em 1926, sendo parte do grupo chamado Original Six. Os Rangers foram a primeira franquia estadunidense da NHL a levar uma Copa Stanley, a primeira de quatro. Sua conquista mais recente deu-se em 1994.

## História

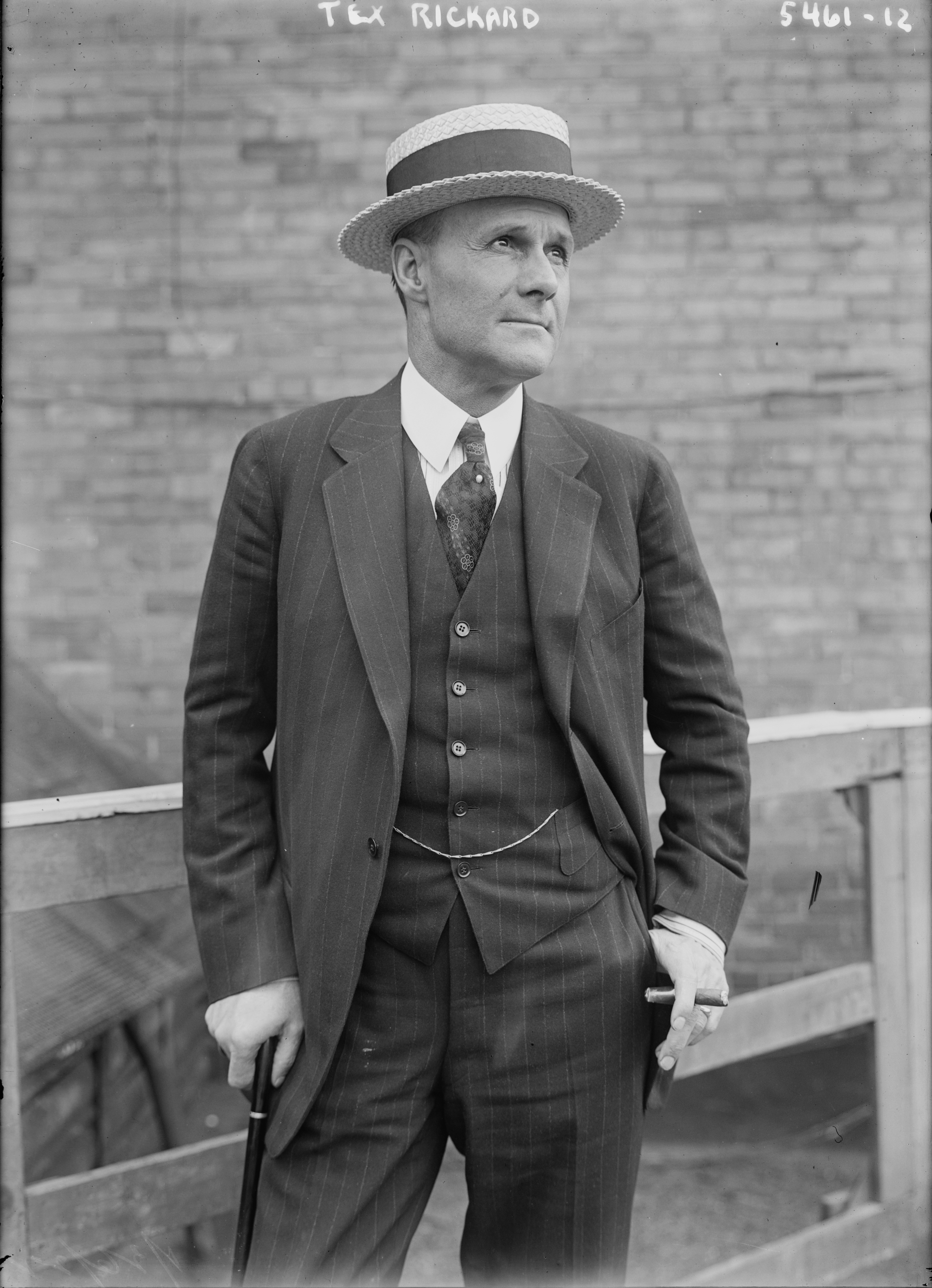
Tex Rickard, presidente do Madison Square Garden, foi premiado com os Rangers em 1926.

Em 1925 o New York Americans juntou-se à National Hockey League jogando no Madison Square Garden e fez um sucesso maior que o esperado. A popularidade do esporte na maior cidade americana fez com que Nova York ganhasse um segundo time. As cores do time eram vermelho, azul e branco, as mesmas cores do time de futebol escocês Rangers F.C.. Isso deveu-se ao fato de o presidente do Madison Square, Tex Rickard, ter raízes escocesas. O primeiro escudo do time foi um cavalo com um chapéu de caubói com um taco de hóquei. Mas logo foi mudado para a tradicional versão do nome do clube, Rangers, em diagonal na camisa.
O primeiro time dos Rangers foi montado por Conn Smythe e tornou-se uma máquina, vencendo sua divisão e depois o campeonato, atraindo assim uma enorme popularidade para o esporte na cidade de Nova York. Em 13 de dezembro de 1929 os Rangers foram o primeiro time a fretar um avião para locomover a equipe pelo país para os jogos.

### A Era Dourada
Entre 1927 e 1940, os Rangers arremataram três Copas Stanley (1927–28, 1932–33 e 1939–40), tornando-se um dos times mais populares e vencedores da América do Norte naqueles anos. Em 1927-28 o título veio com uma vitória sobre o Montreal Maroons numa série melhor de três jogos. Em um jogo complicado em que o goleiro dos Rangers, Lorne Chabot, saiu do jogo com o olho machucado, os Rangers permitiram somente um gol ao adversário apesar de terem um goleiro improvisado. Por fim, Frank Boucher marcou o gol da vitória e do titulo.

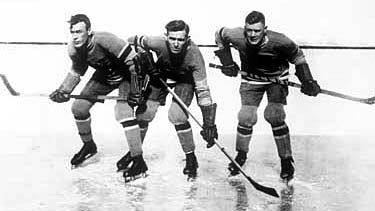
The Bread Line foi a primeira linha notável dos Rangers. Composto por Bill Cook, Bun Cook e Frank Boucher, eles jogaram juntos de 1926 a 1937.

No começo dos anos 1930 o time dos Rangers era liderado pelos irmãos Bill e Bun Cook nas laterais e por Frank Boucher no centro. Com esse time, venceram o Toronto Maple Leafs numa série melhor de cinco ao final do campeonato de 1932-33. Na temporada 1939-40 os Rangers só ficaram atrás do Boston Bruins na classificação. A vitória na Copa Stanley veio novamente sobre os Maple Leafs numa série de seis jogos. Esse foi o último título dos Rangers na era dourada do hóquei na América do Norte. Eles levariam outros 54 anos para levantar o troféu novamente.

### A era pós-Original Six
O final da era dos Original Six foi um período ruim para os demais times fundarores da liga, e não foi diferente para o Rangers, que não se classificaram para a pós-temporada em catorze das dezesseis temporadas seguintes. Na década de 1960 os Rangers passaram por uma renovação que acompanhou a reconstrução do Madison Square Garden em 1968. Na década seguinte, o time apareceu duas vezes nas finais, perdendo para os Bruins (1972) e para o Philadelphia Flyers (1974).
Em 1972, Nova York recebeu um novo time, o New York Islanders, e logo surgiu uma rivalidade entre os dois clubes nova-iorquinos. Em 1975 eles enfrentaram-se nos playoffs pela primeira vez, com vitória dos Islanders, o que alimentou a rivalidade. No começo dos anos 1980, os Rangers começaram a montar um time mais competitivo, classificando-se repetidas vezes aos playoffs. O time passou a ter então uma das maiores folhas de pagamento da liga, contratando astros e novos talentos e formando grandes times, mas sempre com pouco sucesso na pós-temporada.
A frustração da torcida atingiu seu ápice em 1991-92, quando os Rangers venciam o então campeão Pittsburgh Penguins por 2 a 1 na série melhor de sete, mas perderam três jogos seguidos e foram eliminados. No ano seguinte mudanças de técnicos e de comissão técnica não ajudaram o time, que seguiu a cambalear na temporada regular e nos playoffs.

### 1994: Copa Stanley
Durante 1993-94 os Rangers foram liderados pelo técnico Mike Keenan. Grandes contratações também marcaram o ano, como a vinda de Mark Messier e de Adam Graves, que marcaria 52 gols naquela temporada, um recorde da franquia que só seria batido anos depois, por Jaromír Jágr.
O time de Nova York terminou a temporada regular com campanha de 52–24–8, faturando a divisão. Nos playoffs, varreram os rivais Islanders e depois venceram o Washington Capitals em cinco jogos, porém as coisas não foram tão fáceis quando chegaram às finais de conferência para enfrentar o New Jersey Devils. Após derrota no primeiro jogo em casa, após duas prorrogações, os Rangers se recuperaram e venceram duas seguidas, mas perderam os dois jogos seguintes em Nova Jersey. Com a situação difícil e a um jogo de ser eliminados na série, que estava 3 a 2 para os Devils, os Rangers se lançaram ao ataque no jogo 6, quando o capitão Messier marcou três vezes na vitória por 4-2 na casa do adversário.
O sétimo e decisivo jogo da série seria no Madison Square Garden e não decepcionou a torcida. O jogo chegou a duas prorrogações após o empate em 1 a 1 no tempo regulamentar. Na segunda prorrogação, Stéphane Matteau marcou o gol da vitória para levar os Rangers à sua primeira final desde 1979. Essas finais de conferência são vistas por muitos como a melhor série de playoffs da história da NHL.[carece de fontes?]
O adversário nas finais da Copa, o desacreditado Vancouver Canucks, foi uma grande zebra ao derrotar times favoritos no Oeste e vencer com autoridade a conferência. O jogo 1, em Nova York, foi mais uma vez perdido pelos Rangers na prorrogação. Mas o time recuperou-se, venceu os três jogos seguintes e teve a oportunidade de fechar a série em casa, mas os Canucks venceram os dois jogos seguintes. Os Rangers então venceram o jogo 7, no Madison Square Garden, por 3 a 2, e conquistaram sua primeira Copa Stanley em 54 anos. Esse foi o quarto título dos Rangers em sua história.

### 1994–2004: Contratações de peso

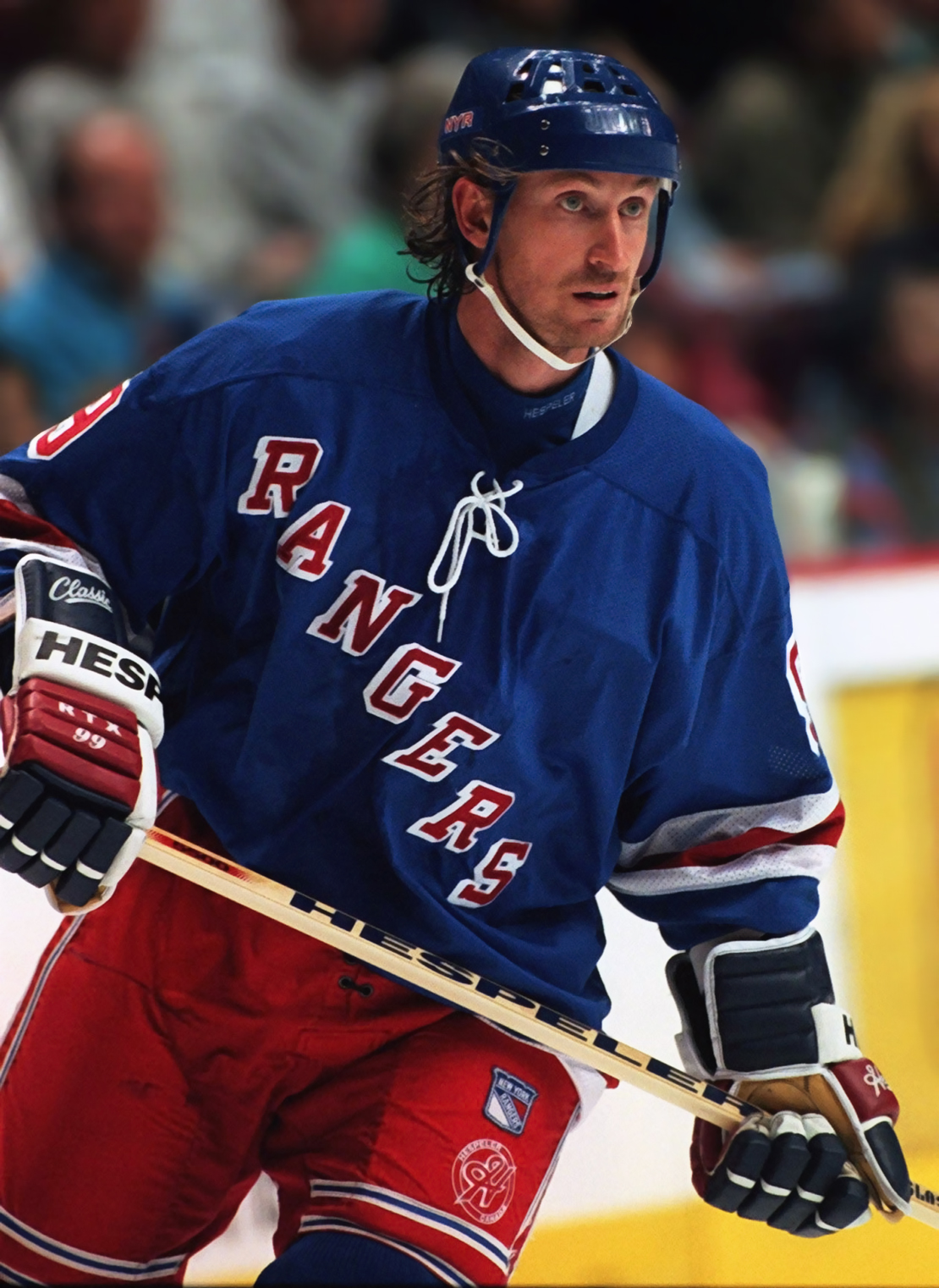
Wayne Gretzky jogando pelos Rangers em 1997

Apesar de ter treinado os Rangers durante a vitoriosa temporada de 1993-94 e ter vencido aquela Copa Stanley, Keenan deixou o time após varias disputas com o gerente geral Neil Smith. Durante a a temporada de 1994–95, que foi encurtada por um locaute, os Rangers lutaram para achar o seu lugar mas acabaram sendo eliminados na segunda fase dos playoffs. O novo técnico do time, Colin Campbell, viu mudanças no seu elenco depois de uma troca que mandou Sergei Zubov e o central Petr Nedved para os Penguins, em troca do defensor Ulf Samuelsson e do ponta esquerda Luc Robitaille no verão setentrional de 1995.
Em 1996 os Rangers assinaram com Wayne Gretzky, mas mesmo com ele o time não se saía bem. Muitas das estrelas de 1994 deixaram o time ou se aposentaram ou simplesmente caíram de produção. A maior conquista de Gretzky foi liderar o time até as finais da Conferência Leste em 1996-97, quando perderam a série para os Flyers por 4 a 1. Depois que Smith dispensou Messier, um ex-companheiro de Gretzky nos Oilers, em 1997, o gerente geral decepcionou a torcida ao não assinar com Joe Sakic, e os Rangers passariam os seis anos seguintes anos sem chegar aos playoffs, apesar da maior folha de pagamento da liga.
Em março de 2000 Smith foi demitido junto com o técnico John Muckler e naquele verão setentrional James Dolan contratou Glen Sather para ser o novo gerente geral. Ao final da temporada de 2000–01 os Rangers fizeram muitas contratações de peso. Mark Messier retornou a Nova York, Theoren Fleury foi contratado, depois de anos no Calgary Flames, e Eric Lindros foi contratado dos Flyers. Os Rangers também contrataram Pavel Bure no final de 2001, vindo dos Panthers. Esta também foi a primeira temporada do goleiro Dan Blackburn, que foi escolhido como um dos melhores novatos, mesmo com os Rangers ocupando o último lugar na conferência.
Apesar das caras aquisições, os Rangers ainda permaneceram fora dos playoffs. Nos anos seguintes chegariam a Nova York vários astros, como Alexei Kovalev, Jágr, Martin Rucinsky e Bobby Holik, mas nas temporadas de 2002–03 e 2003–04 o time mais uma vez não se classificou. Blackburn começou forte em 2002–03, mas não manteve o sucesso. Ele acabou perdendo a temporada de 2003–04 por estar com mononucleose e também por causa de um nervo danificado no ombro esquerdo. Ele não conseguiu se recuperar do nervo danificado e foi forçado a se aposentar aos 22 anos.

### 2005—presente: reviravoltas

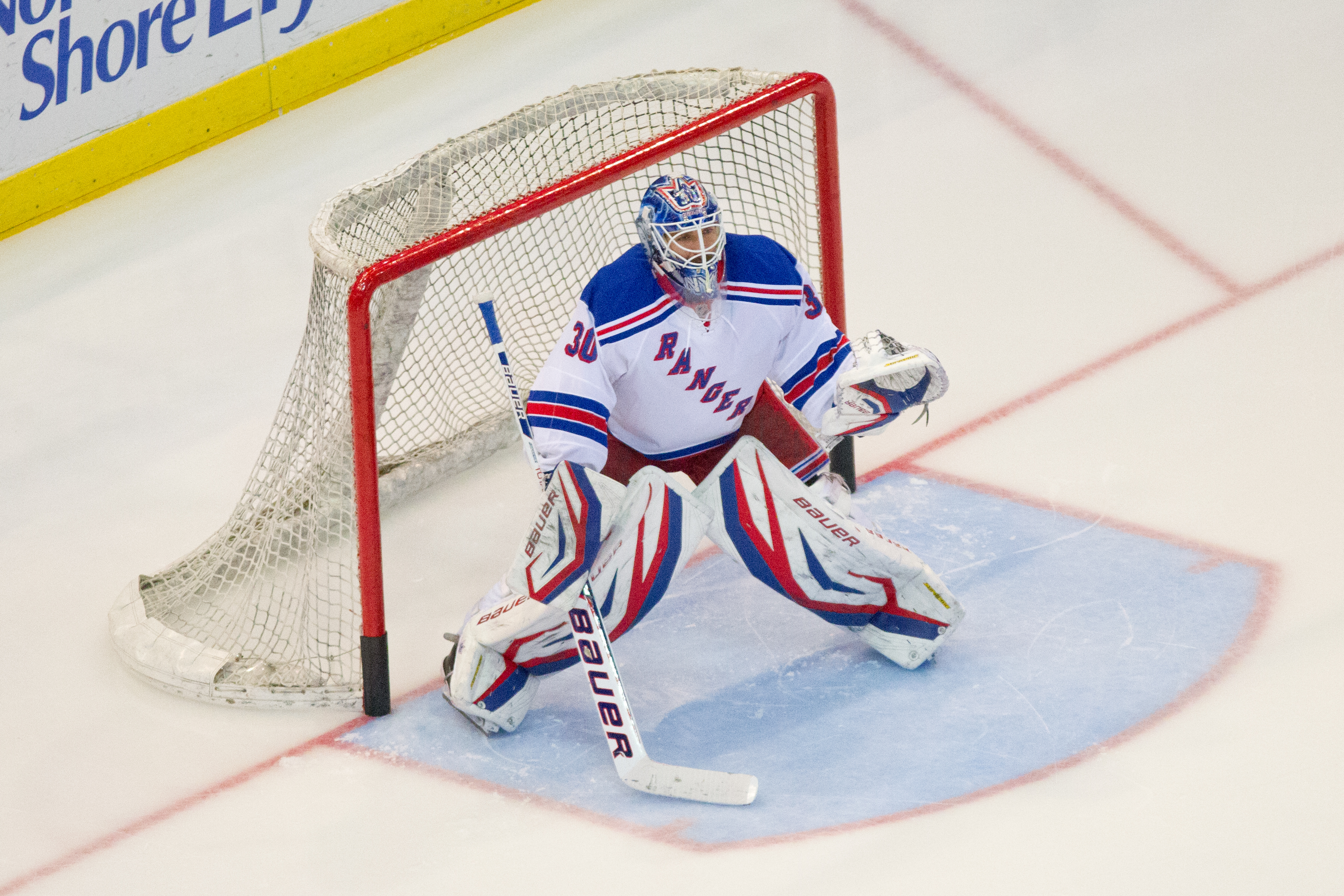
Henrik Lundqvist foi o goleiro dos Rangers de 2005 a 2020 e se tornou líder de jogos sem levar gol na franquia.

Após o locaute na temporada de 2004-05, os Rangers voltaram à ativa sob comando do técnico Tom Renney, que conseguiu formar um grupo com veteranos e jovens talentos, jogadores como Petr Prucha, Dominic Moore e Blair Betts. O posto de capitão foi dado a Jágr, a estrela do time. Mesmo com muitos nomes e gastos exorbitantes, ninguém botava fé na equipe. Até a revista Sports Illustrated chamou os Rangers de "o pior time de todos os tempos" durante a pré-temporada, mas o time de Henrik Lundqvist, Martin Straka, Prucha e Jágr conseguiu uma temporada com campanha de 44–26–12, a melhor marca desde 1994.
Em 2006 Jágr quebrou o recorde da equipe ao fazer 123 pontos e 54 gols, porém contusões o atrapalhariam nos anos seguintes, assim como o seu relacionamento com os companheiros de time. Para 2006-07 os Rangers trouxeram mais um astro para auxiliar o ataque do time, o veterano Brendan Shanahan. E então a Sports Illustrated declarou que o time facilmente venceria a divisão. Nessa temporada houve o domínio do goleiro Lundqvist. Além disso, também foi trazido o polêmico Sean Avery. Contudo, os Rangers foram eliminados na pós-temporada pelo Buffalo Sabres.
Em 2007-08 os Rangers tiveram de suprir as perdas de Jágr e Shanahan, contratando Scott Gómez, que veio dos Devils e assinou um contrato de sete anos valendo 51,5 milhões de dólares, e Chris Drury, ex-Sabres, que assinou um contrato de 32,25 milhões. Apesar do favoritismo para vencer a Copa Stanley daquele ano, os Rangers mais uma vez foram para casa mais cedo ao ser derrotados pelos Penguins por 4 a 1 na segunda fase dos playoffs.
O New York Rangers foi um dos quatro times a abrir a temporada 2008-09 da NHL na Europa, nas finais da Victoria Cup, derrotando o campeão europeu Metallurg Magnitogorsk, na Suíça. Os Rangers então jogaram dois jogos da temporada regular contra o Tampa Bay Lightning em Praga em 4 e 5 de outubro, vencendo ambos por 2 a 1. Foi um bom começo de temporada, que foi abalado pela notícia, em 13 de outubro de 2008, da morte do jogador Alexei Cherepanov, escolhido na primeira rodada do recrutamento de 2007 pelos Rangers. O time decepcionou e acabou indo muito mal na segunda metade do campeonato, que terminou com a demissão do técnico Tom Renney e a consequente contratação, em 23 de fevereiro de 2009, de John Tortorella para o seu lugar. Os Rangers chegaram aos playoffs naquele ano, mas acabaram perdendo para o Washington Capitals por 4 jogos a 1.
Na temporada seguinte, os Rangers, reforçados por Brad Richards, terminaram como o melhor time do Leste e voltaram para as finais de conferência depois de dezoito anos, após derrotar o Ottawa Senators e o Washington Capitals, antes de perder para o rival New Jersey Devils, por 4 jogos a 2. Antes do locaute de 2012, os Rangers negociaram com o Columbus Blue Jackets, para obter o capitão Rick Nash, mandando Artem Anisimov, Brandon Dubinsky, Tim Erixon e uma escolha no recrutamento em troca do atacante. Durante a temporada encurtada que se seguiu, o time acabou apenas na sexta colocação no Leste, mas venceu os Capitals em sete jogos, antes de cair frente ao Boston Bruins em outros sete. Tortorella acabou demitido ao final da temporada. Seu substituto seria Alain Vigneault — coincidentemente, até então nos Canucks, que acabariam contratando Tortorella.
Em 2013-14, os Rangers voltaram às finais da Copa Stanley, depois de vinte anos. O novo esquema tático de Vigneault e os gols de Martin St. Louis — conseguido em uma troca que mandou para o Tampa Bay Lightning o capitão Ryan Callahan — garantiram o segundo lugar na Divisão Metropolitana. Nos playoffs, venceram Flyers e Penguins, em sete jogos cada, antes da decisão da conferência, contra o Montreal Canadiens. Em uma série marcada por lesões em ambos os lados, incluindo a do goleiro campeão olímpico Carey Price, pelos Canadiens, já no primeiro jogo, os Rangers fecharam a série na sexta partida, diante de sua torcida, no Madison Square Garden. O adversário foi o Los Angeles Kings, marcando um confronto entre as duas maiores cidades dos Estados Unidos, bem como a primeira final entre duas equipes que precisaram de sete jogos nas duas primeiras séries (com os Kings também chegando ao sétimo na final de conferência). Apesar de saírem na frente nos dois primeiros jogos das finais, no Staples Center, os Rangers veriam os Kings empatar e marcar o gol da vitória na prorrogação em cada uma das partidas. No Madison Square Garden, os Rangers perderiam o terceiro jogo, mas levariam o quarto, fazendo a série voltar para Los Angeles. Na longa quinta partida da série, os Kings marcaram o gol do título na segunda prorrogação.

## Jogadores importantes

### Líderes em pontos da franquia
Estes são os dez maiores pontuadores da história do New York Rangers. Os números são atualizados ao final de cada temporada da NHL.
Nota: GP = Jogos, G = Gols, A = Assistências, Pts = Pontos
| Jogadores     | POS  | GP   | G   | A   | Pts  |      |
| ------------- | ---- | ---- | --- | --- | ---- | ---- |
| Rod Gilbert   | RW   | 1065 | 406 | 615 | 1021 | 0,96 |
| Brian Leetch  | D    | 1129 | 240 | 741 | 981  | 0,87 |
| Jean Ratelle  | C    | 862  | 336 | 481 | 817  | 0,95 |
| Andy Bathgate | RW   | 719  | 272 | 457 | 729  | 1,01 |
| Mark Messier  | LW/C | 698  | 250 | 441 | 691  | 0,99 |
| Walt Tkaczuk  | C    | 945  | 227 | 451 | 678  | 0,72 |
| Ron Greschner | D    | 982  | 179 | 431 | 630  | 0,64 |
| Steve Vickers | LW   | 698  | 246 | 340 | 586  | 0,84 |
| Vic Hadfield  | LW   | 839  | 262 | 310 | 572  | 0,68 |
| Adam Graves   | RW   | 772  | 280 | 227 | 507  | 0,66 |

## Temporadas

### Resultados
- Copa Stanley: 4 (1927-28, 1932-33, 1939-40, 1993-94)
- Vice-campeonatos: 6 (1928–29, 1931-32, 1936–37, 1971-72, 1978-79, 2013-14)
- Troféu dos Presidentes (melhor time da temporada regular): 2 (1991–92, 1993–94)
- Títulos de divisão : 7 (1926–27, 1931–32, 1941–42, 1989–90, 1991–92, 1993–94, 2011–12)

## No Hall da Fama
Está é a lista de jogadores e de técnicos que entraram para o Hall da Fama do hóquei.
Jogadores
- Glenn Anderson, RW, 1994, introduzido em 2008
- Andy Bathgate, C, 1952–63, introduzido em 1978
- Doug Bentley, LW, 1953–54, introduzido em 1964
- Max Bentley, C, 1953–54, introduzido em 1966
- Frank Boucher, C, 1926–44, introduzido em 1958
- Johnny Bower, G, 1953–54, introduzido em 1976
- Neil Colville, C, 1936–49, introduzido em 1967
- Bill Cook, RW, 1926–37, introduzido em 1952
- Bun Cook, LW, 1926–36, introduzido em 1995
- Art Coulter, D, 1935–42, introduzido em 1974
- Marcel Dionne, LW, 1986–89, introduzido em 1992
- Dick Duff, LW, 1964–65, introduzido em 2006
- Phil Esposito, C, 1975–81, introduzido em 1984
- Bill Gadsby, D, 1954–61, introduzido em 1970
- Mike Gartner, RW, 1990–94, introduzido em 2001
- Bernie Geoffrion, RW, 1966–68, introduzido em 1972
- Eddie Giacomin, G, 1965–75, introduzido em 1987
- Rod Gilbert, RW, 1960–78, introduzido em 1982
- Wayne Gretzky, C, 1996–99, introduzido em 1999
- Doug Harvey, D, 1961–62, 1963–64, introduzido em 1973
- Bryan Hextall, LW, 1936–48, introduzido em 1969
- Tim Horton, D, 1970–71, introduzido em 1977
- Harry Howell, D, 1952–69, introduzido em 1979
- Ching Johnson, D, 1926–37, introduzido em 1958

- Jari Kurri, LW, 1996, introduzido em 2001
- Guy Lafleur, RW, 1988–89, introduzido em 1988
- Pat LaFontaine, C, 1997–98, introduzido em 2003
- Edgar Laprade, D, 1945–55, introduzido em 1993
- Brian Leetch, D, 1987-2004,será introduzido em 2009
- Harry Lumley, G, 1943, introduzido em 1980
- Mark Messier, C, 1991–1997, 2000–2004, introduzido em 2007
- Howie Morenz, C, 1935–36, introduzido em 1945
- Buddy O'Connor, C, 1947–51, introduzido em 1988
- Brad Park, D, 1968–75, introduzido em 1988
- Lynn Patrick, LW, 1934–43, 1945–46, introduzido em 1980
- Jacques Plante, G, 1963–65, introduzido em 1978
- Babe Pratt, D, 1936–42, introduzido em 1966
- Jean Ratelle, LW, 1960–75, introduzido em 1985
- Chuck Rayner, G, 1945–55, introduzido em 1973
- Luc Robitaille, LW, 1995-1997, será introduzido em 2009
- Glen Sather, LW, 1970–73, introduzido em 1997
- Terry Sawchuk, G, 1969–70, introduzido em 1971
- Babe Siebert, LW, 1932–35, introduzido em 1964
- Earl Siebert, D, 1931–36, introduzido em 1963
- Allan Stanley, D, 1948–54, introduzido em 1981
- Clint Smith, C, 1937–43, introduzido em 1991
- Gump Worsley, G, 1952–63, introduzido em 1980

Técnicos
- Herb Brooks, 1981–85, introduzido em 2006
- Emile Francis, introduzido em 1982
- William M. Jennings, introduzido em 1974
- Roger Neilson, 1989–93, introduzido em 2002

- Craig Patrick, introduzido em 2001
- Lester Patrick, introduzido em 1945
- Lynn Patrick, introduzido em 1980

### Capitães
Lista de todos os capitães que o time já teve.
- Bill Cook, 1926–37
- Art Coulter, 1937–42
- Ott Heller, 1942–45
- Neil Colville, 1945–48
- Buddy O'Connor, 1949–50
- Frank Eddolls, 1950–51
- Allan Stanley, 1951–53
- Don Raleigh, 1953–55
- Harry Howell, 1955–57
- George Sullivan, 1957–61
- Andy Bathgate, 1961–64
- Camille Henry, 1964–65
- Bob Nevin, 1965–71
- Vic Hadfield, 1971–74

- Brad Park, 1974–75
- Phil Esposito, 1975–78
- Dave Maloney, 1978–80
- Walt Tkaczuk, 1980–81
- Barry Beck, 1981–86
- Ron Greschner, 1986–87
- Kelly Kisio, 1987–91
- Mark Messier, 1991–97
- Brian Leetch, 1997–2000
- Mark Messier, 2000–04[26]
- Sem capitão, 2004–06 (locaute 2004–05)
- Jaromír Jágr, 2006–08
- Chris Drury, 2008–2011
- Ryan Callahan, 2011–14

### Primeiras escolhas no recrutamento
Lista contendo todas as primeiras escolhas no recrutamento na história do time.
- 1963: Al Osborne (quarto a ser escolhido)
- 1964: Bob Graham (terceiro a ser escolhido)
- 1965: André Veilleux (primeiro a ser escolhido)
- 1966: Brad Park (segundo a ser escolhido)
- 1967: Bob Dickson (sexto a ser escolhido)
- 1968: Não escolheu ninguém na primeira rodada
- 1969: André Dupont (oitavo a ser escolhido) & Pierre Jarry (12.º)
- 1970: Norm Gratton (11º a ser escolhido)
- 1971: Steve Vickers (décimo a ser escolhido) & Steve Durbano (13.º)
- 1972: Al Blanchard (décimo a ser escolhido) & Bob MacMillan (15.º)
- 1973: Rick Middleton (14.º a ser escolhido)
- 1974: Dave Maloney (14.º a ser escolhido)
- 1975: Wayne Dillon (12.º a ser escolhido)
- 1976: Don Murdoch (sexto a ser escolhido)
- 1977: Lucien DeBlois (oitavo a ser escolhido) & Ron Duguay (13.º)
- 1978: Não escolheu ninguém na primeira rodada
- 1979: Doug Sulliman (13.º a ser escolhido)
- 1980: Jim Malone (14.º a ser escolhido)
- 1981: James Patrick (nono a ser escolhido)
- 1982: Chris Kontos (15.º a ser escolhido)
- 1983: Dave Gagner (12.º a ser escolhido)
- 1984: Terry Carkner (14.º a ser escolhido)
- 1985: Ulf Dahlén (sétimo a ser escolhido)

- 1986: Brian Leetch (nono a ser escolhido)
- 1987: Jayson More (10.º a ser escolhido)
- 1988: Não escolheu ninguém na primeira rodada
- 1989: Steven Rice (20.º a ser escolhido)
- 1990: Michael Stewart (13.º a ser escolhido)
- 1991: Alexei Kovalev (15.º a ser escolhido)
- 1992: Peter Ferraro (24.º a ser escolhido)
- 1993: Niklas Sundström (oitavo a ser escolhido)
- 1994: Dan Cloutier (26.º a ser escolhido)
- 1995: Não escolheu ninguém na primeira rodada
- 1996: Jeff Brown (22.º a ser escolhido)
- 1997: Stefan Cherneski (19.º a ser escolhido)
- 1998: Manny Malhotra (sétimo a ser escolhido)
- 1999: Pavel Brendl (quarto a ser escolhido) & Jamie Lundmark (nono)
- 2000: Não escolheu ninguém na primeira rodada
- 2001: Dan Blackburn (décimo a ser escolhido)
- 2002: Não escolheu ninguém na primeira rodada
- 2003: Hugh Jessiman (12.º a ser escolhido)
- 2004: Al Montoya (sexto a ser escolhido) & Lauri Korpikoski (19.º)
- 2005: Marc Staal (12.º a ser escolhido)
- 2006: Bob Sanguinetti (21.º a ser escolhido)
- 2007: Alexei Cherepanov (17.º a ser escolhido)
- 2008: Michael Del Zotto (20.º a ser escolhido)
- 2009: Chris Kreider (19.º a ser escolhido)
- 2010: Dylan McIlrath (10.º a ser escolhido)
- 2011: J.T. Miller (15.º a ser escolhido)
- 2012: Brady Skjei (28.º a ser escolhido)
- 2013: Não escolheu ninguém na primeira rodada

### Números aposentados
- 1 Eddie Giacomin, G, 1965-75: Numero aposentado em 15 de março de 1989
- 2 Brian Leetch, D, 1987-2004: Numero aposentado em 24 de janeiro de 2008[27]
- 3 Harry Howell, D, 1952-69: Numero aposentado em 22 de fevereiro de 2009[28]
- 7 Rod Gilbert, RW, 1961-78: Numero aposentado em 14 de outubro de 2009
- 9 Adam Graves, LW, 1991-2001: Numero aposentado em 3 de fevereiro de 2009
- 9 Andy Bathgate, RW, 1952-64:Numero aposentado em 22 de fevereiro de 2009[28]
- 11 Mark Messier, LW/C, 1991-97 & 2000-04: Numero aposentado em 12 de janeiro de 2006[29]
- 35 Mike Richter, G, 1989-2003: Numero aposentado em 4 de fevereiro de 2004[30]
- 99 Wayne Gretzky, C, 1996-99: Numero oficialmente aposentado pela NHL em 6 de fevereiro de 2000 (Não há um banner oficial no Madison Square Garden)

### Recordes para uma temporada
- Pontos: Jaromír Jágr (2005–06) — 123[31]
- Gols: Jaromír Jágr (2005–06) — 54[31]
- Assistências: Brian Leetch (1991–92) — 80[32]
- Pontos por um defensor: Brian Leetch (1991–92) — 102[31]
- Pontos por um novato: Mark Pavelich (1981–82) — 76
- Gols por um novato: Tony Granato (1988–89) — 36[31]
- Gols em vantagem numérica: Jaromír Jágr (2005–06) — 24[33]
- Gols da vitória: Jaromír Jágr (2005–06), Mark Messier (1996–97) e Don Murdoch (1980–81) — 9
- Chutes a gol: Jaromir Jagr (2005–06) — 368[33]
- Minutos de penalidade: Troy Mallette (1989–90) — 305[34]
- Numero de vitórias de um goleiro: Mike Richter (1993–94) — 42[35]
- Numero de vitórias por um goleiro novato: Henrik Lundqvist (2005–06) — 30[31]

## Troféus ganhos
Está lista contem todos os troféus ganhos pelo time e seus jogadores:
Copa Stanley
- 1927–28, 1932–33, 1939–40 e 1993–94

Copa Victoria
- 2008

Troféu dos Presidentes
- 1991–92, 1993–94, 2014–15

Troféu Prince of Wales
- 1931–32, 1941–42, 1993–94, 2013–14

Troféu Memorial Bill Masterton
- Jean Ratelle: 1970–71
- Rod Gilbert: 1975–76
- Anders Hedberg: 1984–85
- Adam Graves: 2000–01

Troféu Memorial Calder
- Kilby MacDonald: 1939–40
- Grant Warwick: 1941–42
- Edgar Laprade: 1945–46
- Pentti Lund: 1948–49
- Gump Worsley: 1952–53
- Camille Henry: 1953–54
- Steve Vickers: 1972–73
- Brian Leetch: 1988–89

Troféu Conn Smythe
- Brian Leetch: 1993–94

Troféu Memorial Hart
- Buddy O'Connor: 1947–48
- Chuck Rayner: 1949–50
- Andy Bathgate: 1958–59
- Mark Messier: 1991–92

Troféu Memorial James Norris
- Doug Harvey: 1961–62
- Harry Howell: 1966–67
- Brian Leetch: 1991–92, 1996–97

Troféu Memorial King Clancy
- Adam Graves: 1993–94

Troféu Memorial Lady Byng
- Frank Boucher: 1927–28, 1928–29, 1929–30, 1930–31, 1932–33, 1933–34, 1934–35
- Clint Smit: 1938–39
- Buddy O'Connor: 1947–48
- Edgar Laprade: 1949–50
- Andy Hebenton: 1956–57[37]
- Camille Henry: 1957–58
- Jean Ratelle: 1971–72, 1975–76
- Wayne Gretzky: 1998–99

Troféu Lester Patrick
- William M. Jennings: 1970–71
- Terry Sawchuk: 1970–71[38]
- Phil Esposito: 1977–78
- Fred Shero: 1979–80
- Emile Francis: 1981–82[39]
- Lynn Patrick: 1988–89
- Rod Gilbert: 1990–91
- Frank Boucher: 1992–93[40]
- Brian Mullen: 1994–95[41]
- Herb Brooks: 2001–02[42]
- John Davidson: 2003–04
- Brian Leetch & John Halligan: 2006–07[43]

Prêmio Lester B. Pearson
- Jean Ratelle: 1971–72
- Mark Messier: 1991–92
- Jaromír Jágr: 2005–06

Prêmio NHL de Mais/Menos
- Michal Rozsival: 2005–06 (compartilhado com Wade Redden, do Ottawa Senators)

Troféu Vezina
- Dave Kerr: 1939–40
- Eddie Giacomin & Gilles Villemure: 1970–71
- John Vanbiesbrouck: 1985–86
- Henrik Lundqvist: 2011-12